# Лом (Марий Эл)
Лом — деревня в Мари-Турекском районе Марий Эл Российской Федерации. Входит в состав Хлебниковского сельского поселения.
Численность населения — 110 чел. (2010 год).

## География
Располагается на левом берегу реки Ирека, в 6 км к юго-востоку от центра поселения — села Хлебниково.

## История
Поселение было основано в XVIII веке выходцами из одноимённой деревни Лом (располагалась недалеко от города Уржума).

## Население
| 2002 | 2010 |
| ---- | ---- |
| 137  | ↘110 |

## Описание
В деревне действует Ломовской детский сад, открытый в 1988 году.
Деревня Лом — родина героя Первой мировой войны лётчика-аса Кокорина Николая Кирилловича, героически погибшего в 1917 году.